# José Casamayor Sánchez
José Casamayor Sánchez (22 de noviembre de 1951, Vélez-Málaga, España) es un artista plástico español, especialmente dedicado a la escultura en piedra. 

## Trayectoria profesional
José Casamayor se inicia, con ocho años, en las disciplinas del dibujo y la pintura, cuando acude a las clases que imparte el acuarelista granadino Juan de Dios Morcillo en la escuela de arte de Vélez-Málaga. Allí tiene como compañeros al pintor Evaristo Guerra y al poeta, dramaturgo y pintor, Joaquín Lobato. A pesar de introducirse en el mundo del arte a través del dibujo y la pintura, Casamayor pronto orientará sus creaciones -de manera autodidacta- hacia el campo de la escultura, experimentando en sus primeras obras con la técnica del modelado en barro.
La trayectoria profesional de este artista empieza en 1976, año en el que realiza su primera exposición individual en la Sala de Exposiciones de la Caja de Ahorros Provincial de Vélez-Málaga. A partir de entonces se suceden otras muestras -tanto individuales como colectivas- acogidas mayoritariamente en distintas localidades de la provincia de Málaga. En 1996 expone por primera vez fuera de España, en una muestra colectiva en Bruselas (Bélgica), ciudad en la que volverá a exponer sus creaciones periódicamente. La obra de Casamayor también ha sido expuesta en otros puntos de España como Madrid, Bilbao, San Sebastián, Zaragoza, Barcelona, Tarragona, Lérida o Sevilla, así como también en Italia.
José Casamayor ha ganado numerosos premios por su obra; además, a lo largo de su trayectoria profesional, ha recibido diversas menciones de honor. Ha participado, asimismo, en varias ferias de arte que han tenido lugar en ciudades como Madrid, Granada, Barcelona, Sevilla, Marbella, Santander, Bélgica, Londres, Las Vegas o San Francisco. En la actualidad compagina su trabajo como artista, con su pasión por el cuidado de sus árboles frutales en la Axarquía. 

## Obra y estilo artístico
La obra de este artista veleño puede reconocerse por el empleo de una serie de elementos -cuerdas, nudos y tornillos tallados en piedra- que están presentes en gran parte de su producción. Entre los temas escogidos para sus esculturas, predominan las representaciones de ventanas, del cuerpo femenino o de animales -especialmente caballos- que labra en piedra de calatorao, piedra caliza que elige personalmente en la cantera y que cincela directamente sin la ayuda de modelos previos a escala. Mediante diferentes pulidos consigue un aspecto marmóreo negro y diferentes texturas que imitan el hierro, la tela y la madera.  
Además de la creación de obras escultóricas en piedra, madera o bronce, en las que mezcla elementos clásicos y surrealistas, Casamayor también se ha dedicado a experimentar con la pintura o el collage. El dibujo ha sido también una técnica dominada por el artista, consiguiendo mediante rápidos trazos y finas líneas, composiciones que suelen mostrar animales y vegetación autóctona del sur de España.
Su obra escultórica se encuentra tanto en manos de coleccionistas privados, como expuesta en espacios públicos. Algunas de sus esculturas públicas pueden verse en lugares como Vélez-Málaga, Málaga, Nerja, Benamocarra, Benalmadena, Torre del Mar, Guadix, Arenas, Zaragoza, Logroño, Gerona o Calitri, en Italia. También ha realizado varias esculturas para pasos procesionales de Semana Santa en su lugar de nacimiento.